# Top, bottom en versatile

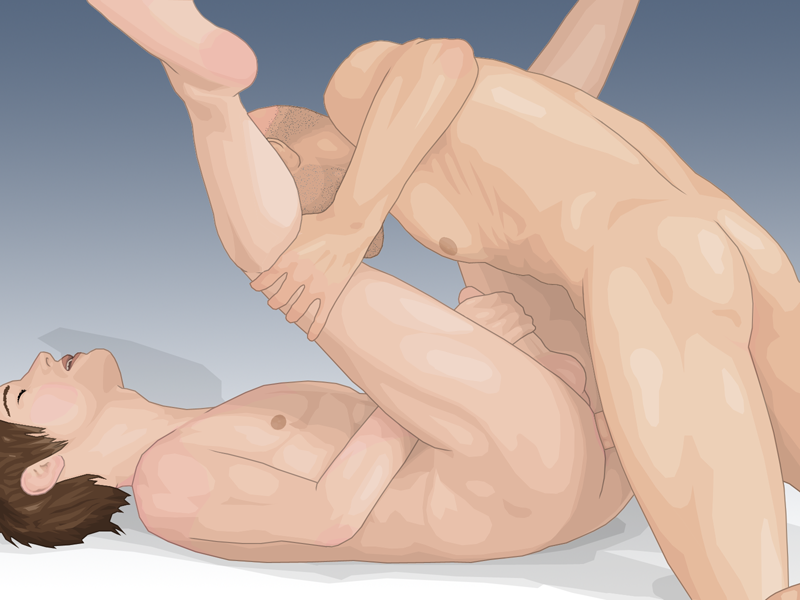
De man rechts is de top, de man links is de bottom

Top, bottom, versatile of side zijn rollen die mensen aan kunnen nemen tijdens seksueel verkeer. Een top is iemand die tijdens de geslachtsdaad penetreert (de handelende partner), een bottom is degene die gepenetreerd wordt (de ontvangende partner), en een versatile kan zowel als top als bottom optreden.

## Gebruik
De termen worden met name gebruikt voor en door homoseksuele en  biseksuele mensen maar de termen kunnen ook gebruikt worden voor heteroseksuele uitingen. 
De termen worden vaak gebruikt om iemands gebruikelijke seksuele voorkeur aan te geven. Ze kunnen echter ook worden gebruikt om bredere sociale, psychologische en/of seksuele identiteiten te beschrijven. Ten onrechte is echter lange tijd de rol van bottom gezien als passief en toegeeflijk en die van de top als actief, ondernemend en dominant.
De termen worden ook gebruikt in bdsm om soortgelijke, maar verschillende, bdsm-rollen te beschrijven.

## Rollen

### Top
Een top is degene met de penetrerende rol tijdens de seks. Het kan ook een beschrijving geven van een bredere persoonlijke identiteit in een romantische of seksuele relatie, met als kenmerk dominantie. Deze identiteit is echter geen vereiste voor een top.
Een totale top is iemand die uitsluitend penetreert in zowel orale als anale seks. Een power top is een agressieve top. Een orale top is de penetrerende persoon in orale seks. Een top/versatile is iemand die liever de rol van top aanneemt, maar ook af en toe de rol van bottom. 
Top is Engels voor "bovenop", maar dit houdt in deze context geenszins in dat de handelende partner per se bovenop ligt tijdens de geslachtsgemeenschap: de top kan net zo goed bereden worden.

### Bottom
Een bottom is degene die gepenetreerd wordt tijdens de, meestal anale, geslachtsgemeenschap. "Bottommen" wordt ook gebruikt als werkwoord dat "anaal of oraal gepenetreerd worden" betekent. Bottom kan ook een beschrijving geven van een bredere persoonlijke identiteit in een romantische of seksuele relatie, met als kenmerk onderdanig. Deze identiteit is echter geen vereiste voor een bottom.
Een totale bottom is iemand die een louter passieve rol aanneemt tijdens anale of orale seks. Een orale bottom is iemand die de ontvangende partner is in orale seks.

### Versatile
De meeste seksuele partners hebben een voorkeur voor de ene dan wel andere rol. Een versatile daarentegen is iemand die zowel de rol van top als die van bottom kan waarderen.
Side
De term side werd voorgesteld door Joe Kort, een journalist van de Huffington Post. Side wordt gebruikt voor homomannen die geen interesse hebben in anale seks.

## Kledingcodes
In de homoscene hebben zich in de jaren 70 kledingscodes, de zogeheten hanky code, ontwikkeld waarmee men een voorkeur voor de top- of bottom-rol kenbaar kan maken. Zo is het dragen van een sleutelbos of gekleurde zakdoek in of bij de linkerachterbroekzak een teken voor een bottom dat de persoon zich als top beschikbaar stelt. Ook het dragen van een lederen armband aan de linkerkant is een vaak gebruikt teken voor het aangeven van de voorkeur voor top. Een bottom draagt het teken juist aan de rechterkant.
Deze uiterlijke tekens zijn modieus gevoelig en kunnen dus veranderen van tijd tot plaats.

## Topenbottomin bdsm
De termen top en bottom in bdsm zijn gerelateerd, maar hebben een andere uitleg. Versatile is vergelijkbaar met de bdsm-term switch. De woorden lijken te zijn ontleend van de homocultuur.